# Frank Maguire
Meredith Francis Maguire, auch Frank Maquire oder Big Frank Maguire genannt (* September 1929 in Lisnaskea, Nordirland; † 5. März 1981), war ein Mitglied des britischen Parlaments als Independent Republican.
Frank Maguire lebte in einer Familie mit drei Jungen und einem Mädchen. Er schloss sich in den 1950er Jahren der republikanischen Bewegung an und wurde ohne Gerichtsurteil für zwei Jahre im Crumlin Road Jail inhaftiert, wo er der kommandierende Offizier der Irish Republican Army (IRA) wurde. Nach seiner Entlassung entwickelte er sich zu einem Gegner von Gewalt. Er blieb allerdings der Sinn Féin verbunden.
In der allgemeinen britischen Wahl im Oktober 1974 wurde Maquire mit mehr als 50 % der Stimmen gewählt; ebenso gelang ihm seine Wiederwahl gegen Harry West. Bei seiner zweiten Wahl war er ein Kompromisskandidat der republikanischen und nationalistischen Kräfte seines Wahlkreises.
Maguire war in Fermanagh überaus populär und besaß eine eigene Gaststätte in Lisnaskea, den Frank's Pub. Er setzte sich insbesondere für entlassene Gefangene ein. Im britischen Parlament fehlte er im Jahr 1979 während der entscheidenden Abstimmung über die Labour-Regierung von James Callaghan, die verloren ging. Anschließend kam Margaret Thatcher an die Macht.
Als er im Frühjahr 1981 verstarb, wurde Bobby Sands als sein Nachfolger im Wahlkreis Fermanagh and South Tyrone aufgestellt, die er gewann. Sands nahm an keiner Sitzung des Parlaments teil und starb einen Monat nach der Wahl im Irischen Hungerstreik von 1981.